# Alexandra Coletti
Alexandra Coletti (* 8. August 1983 in Monaco) ist eine italienische Skirennläuferin, die seit 2005/2006 für den Skiverband von Monaco startet. Sie fährt seit 2001 im Weltcup und nimmt seit 2006 an Olympischen Winterspielen und Weltmeisterschaften teil. Sie ist die Schwester des Autorennfahrers Stefano Coletti.

## Karriere
Coletti nahm ab der Saison 1998/99 an FIS-Rennen teil und startete im nächsten Winter erstmals im Europacup. Ihr erstes Weltcuprennen bestritt die Spezialistin für die schnellen Disziplinen Abfahrt und Super-G im Februar 2001 in Lenzerheide. Nach einigen Siegen bei FIS-Rennen und mehreren Top-10-Ergebnissen im Europacup sowie bei den Juniorenweltmeisterschaften, darunter ein vierter Platz im Super-G 2003, kam Coletti ab der Saison 2003/2004 regelmäßig im Weltcup zum Einsatz. Erstmals in die Weltcuppunkte fuhr sie im Dezember 2003 mit Platz 23 in der Abfahrt von Lake Louise. Im nächsten Monat wurde sie 21. im Super-G von Megève, was zunächst ihr bestes Weltcupresultat blieb, da sie in den nächsten zwei Jahren nur selten unter die schnellsten 30 fuhr. Bis 2005 ging Coletti für den Italienischen Wintersportverband an den Start, vor der Saison 2005/06 wechselte sie nach Monaco. In ihrer zweiten Saison unter monegassischer Flagge erreichte Coletti ihre bisher besten Weltcup-Ergebnisse: Platz 15 in der Abfahrt von Val-d’Isère und Platz 20 im Super-G von Lake Louise, beides im Dezember 2006. Sie schaffte es jedoch nicht, sich dauerhaft in der Weltspitze der besten 30 Läuferinnen zu etablieren. Trotz zahlreicher Weltcupstarts gelangen ihr nach der für sie erfolgreichsten Saison 2006/07, in der sie insgesamt fünfmal unter die schnellsten 25 gefahren war, nur noch äußerst selten Platzierungen in den Weltcup-Punkterängen.
An Olympischen Spielen und Weltmeisterschaften nimmt Coletti seit ihrem Wechsel zum monegassischen Verband teil. Bei den Olympischen Winterspielen 2006 in Turin war sie bei allen fünf alpinen Bewerben am Start und erreichte als bestes Ergebnis einen 31. Platz in der Abfahrt. Vier Jahre später startete sie bei den Olympischen Winterspielen 2010 in Vancouver nur im Slalom nicht und erreichte als bestes Ergebnis den 19. Platz in der Super-Kombination. Bei ihrer ersten Weltmeisterschafts-Teilnahme 2007 in Åre war ihr bestes Resultat der 23. Platz im Super-G. Nachdem sie bei den Weltmeisterschaften 2009 keines ihrer drei Rennen im Ziel beendet hatte, kam sie 2011 in Garmisch-Partenkirchen bei all ihren Starts unter die schnellsten 30, wobei der 22. Platz in der Super-Kombination das beste Resultat war.
Ihr bis dato bestes WM-Ergebnis, den 22. Platz in der Kombination bei den Weltmeisterschaften 2011 verbesserte sie bei den Weltmeisterschaften 2015 in Vail/Beaver Creek auf den 21. Platz in der Abfahrt. Im Kombinationswettkampf schied sie in der Abfahrt, nach der sechstbesten Zwischenzeit, kurz vor dem Ziel aus.
In den darauffolgenden Jahren gelangen Coletti nur vereinzelte Platzierungen in den Weltcuppunkteränge. Auch bei Weltmeisterschaften und Olympischen Spielen gelang ihr keine weitere Verbesserung ihre Bestleistungen.
Ihre letzten internationalen Rennen bestritt Coletti im April 2019, seither ist sie nicht mehr in Erscheinung getreten.

## Erfolge

### Olympische Winterspiele
- Turin 2006: 31. Abfahrt, 33. Slalom, 41. Super-G, DNF Kombination
- Vancouver 2010: 19. Super-Kombination, 24. Abfahrt, 25. Super-G, DNF Riesenslalom
- Sotschi 2014: DNF Abfahrt, DNF Super-Kombination, DNF Riesenslalom
- Pyeongchang 2018: 27. Abfahrt, 30. Super-G, DNS Kombination

### Weltmeisterschaften
- Åre 2007: 23. Super-G, 25. Abfahrt, DNF Riesenslalom
- Val-d'Isère 2009: DNF Abfahrt, DNF Super-G, DNF Super-Kombination
- Garmisch-Partenkirchen 2011: 22. Super-Kombination, 24. Abfahrt, 30. Super-G
- Schladming 2013: 30. Abfahrt, DNF Super-Kombination, DNS Super-G
- Vail/Beaver Creek 2015: 21. Abfahrt, DNF Super-G, DNF Kombination
- St. Moritz 2017: 28. Abfahrt, DNF Super-G, DNF Kombination
- Åre 2019: 27. Abfahrt, DNF Kombination, DNS Super-G

### Weltcup
- 2 Platzierungen unter den besten 20

### Juniorenweltmeisterschaften
- Québec 2000: 10. Abfahrt, 20. Super-G
- Verbier 2001: 29. Abfahrt, DNS Super-G
- Tarvis 2002: 8. Super-G, 9. Abfahrt
- Briançonnais 2003: 4. Super-G, 11. Abfahrt, DNF Riesenslalom

### Weitere Erfolge
- 2 Podestplätze im Europacup
- 2 Siege im South American Cup
- 8 Siege in FIS-Rennen